# Inženjerija
Inženjerija je rod vojske kojemu je primarna namjena borbena ili neborbena tehnička potpora drugim granama i rodovima vojske. Više je zadaća ovoga roda: izrada i uklanjanje minsko-eksplozivnih i drugih zapreka, svladavanje vodenih i suhih zapreka, izgradnja i održavanje putova, izgradnja fortifikacijskih objekata te maskiranje objekata. U nekim se vojskama inženjerija bavi i proizvodnjom i distribucijom zemljopisnih karata i drugih kartografskih proizvoda.

## Vanjske poveznice
|  | Zajednički poslužitelj ima još gradiva o temi Inženjerija |